# Everybody (Ingrid Michaelson)
 Everybody, è il quinto album della cantautrice americana Ingrid Michaelson. Esce il 25 agosto 2009 in America, dove si posiziona 18º in classifica.

È stato anticipato dal singolo Maybe.

## Album
Ingrid Michaelson ha dichiarato che la sua intenzione era quella di dare vita ad un disco sullo stile del brano Once Was Love. Sempre stando alle sue dichiarazioni Everybody è una canzone estremamente autobiografica e concettualmente costituisce la colonna tematica del lavoro, in particolare il verso "Everybody wants to be loved".

## Tracce
Tutti i brani sono scritti e composti da Ingrid Michaelson
1. "Soldier"
2. "Everybody"
3. "Are We There Yet?"
4. "Sort of"
5. "Incredible Love"
6. "The Chain"
7. "Mountain and the Sea"
8. "Men of Snow"
9. "So Long"
10. "Once Was Love"
11. "Locked Up"
12. "Maybe"

## Classifiche
| Classifica         | Posizione raggiunta |
| ------------------ | ------------------- |
| U.S. Billboard 200 | 18                  |